# Cylindropuntia alcahes
Cylindropuntia alcahes är en kaktusväxtart som först beskrevs av Frédéric Albert Constantin Weber, och fick sitt nu gällande namn av F.M. Knuth. Cylindropuntia alcahes ingår i släktet Cylindropuntia, och familjen kaktusväxter.

## Underarter
Arten delas in i följande underarter:
- C. a. alcahes
- C. a. burrageana

## Bildgalleri

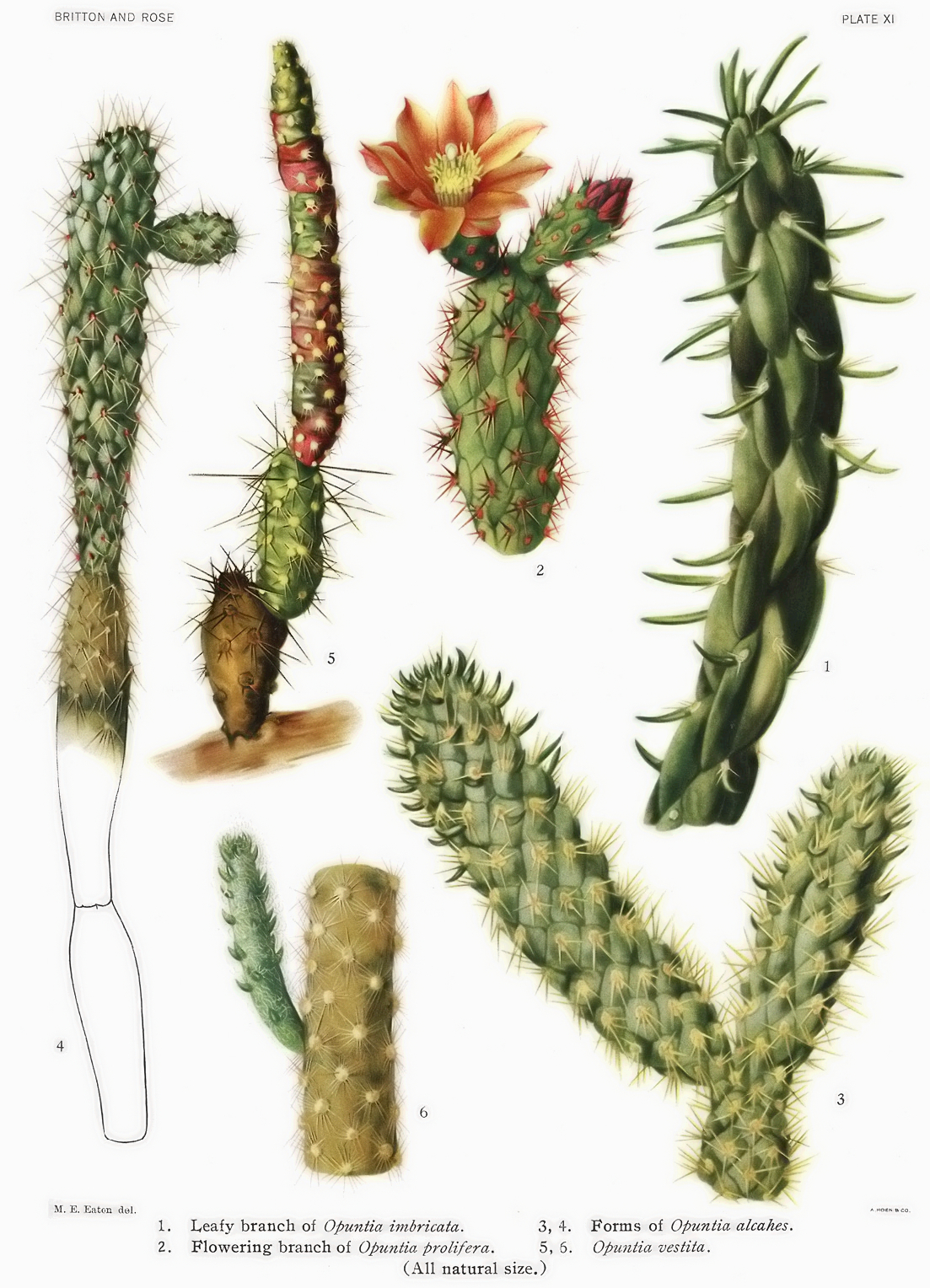
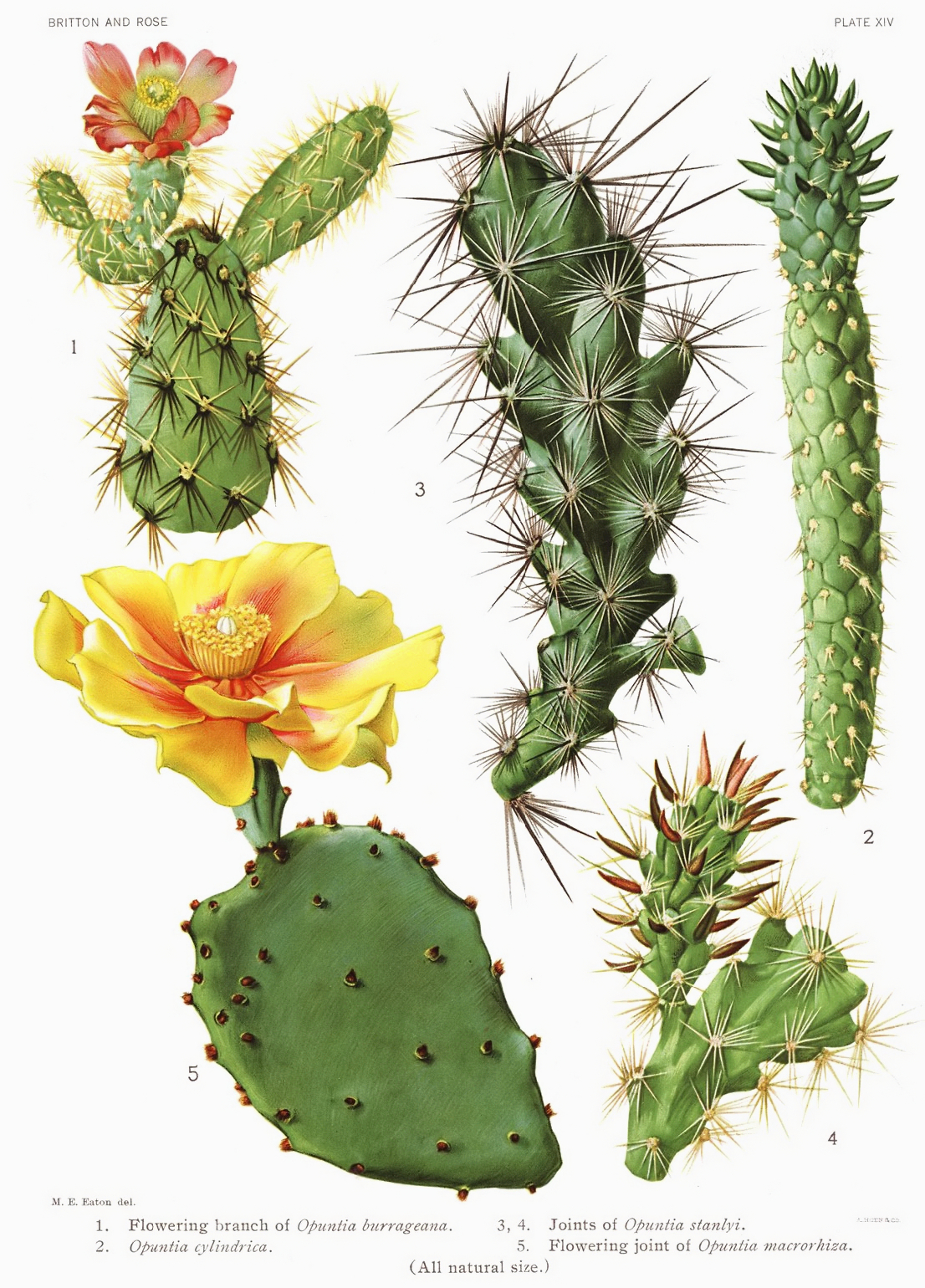